# گاما هرکول
گاما هرکول یک ستاره است که در صورت فلکی زانوزده قرار دارد.